# إيرهان كارتال
إيرهان كارتال (بالتركية: Erhan Kartal)‏ (1 مارس 1993 في تركيا - ) هو لاعب كرة قدم تركي في مركز الظهير. شارك مع منتخب تركيا تحت 16 سنة لكرة القدم ومنتخب تركيا تحت 17 سنة لكرة القدم ومنتخب تركيا تحت 18 سنة لكرة القدم ومنتخب تركيا تحت 19 سنة لكرة القدم ومنتخب تركيا تحت 20 سنة لكرة القدم. أما مع النوادي، فقد لعب مع دنيزلي سبور وشانلي أورفا سبور ونادي قاسم باشا.

## وصلات خارجية
- إيرهان كارتال على موقع الاتحاد الأوربي (الإنجليزية)
- إيرهان كارتال على موقع اتحاد تركيا (لاعب) (الإنجليزية)
- إيرهان كارتال على موقع قاعدة بيانات كرة القدم.إي يو (الإنجليزية)
- إيرهان كارتال على موقع Soccerway.com (الإنجليزية)
- إيرهان كارتال على موقع عالم كرة القدم.نت (الإنجليزية)